# Leonid Evgen'evič Golovnja
Leonid Evgen'evič Golovnja (in russo Леонид Евгеньевич Головня?; Mosca, 18 luglio 1939 – Madrid, 28 agosto 2012) è stato un regista sovietico.

## Filmografia parziale

### Regista
- Konec Ljubavinych (1971)
- Mater' čelovečeskaja (1975)